# Heinenhof

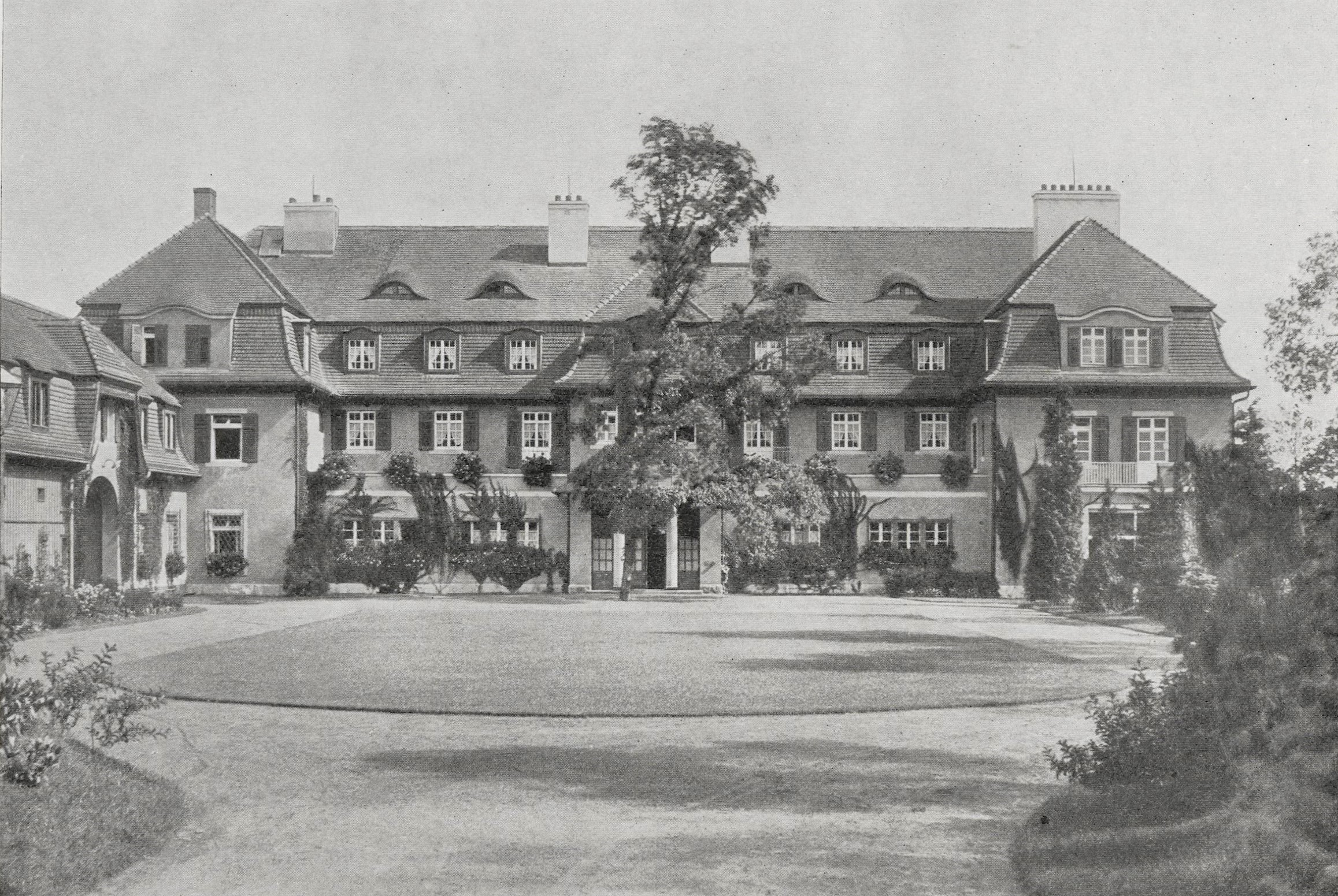
Westansicht mit Vorfahrt: Die Westseite der Villa mit repräsentativer Auffahrt, die Besucher zum Haupteingang führt.

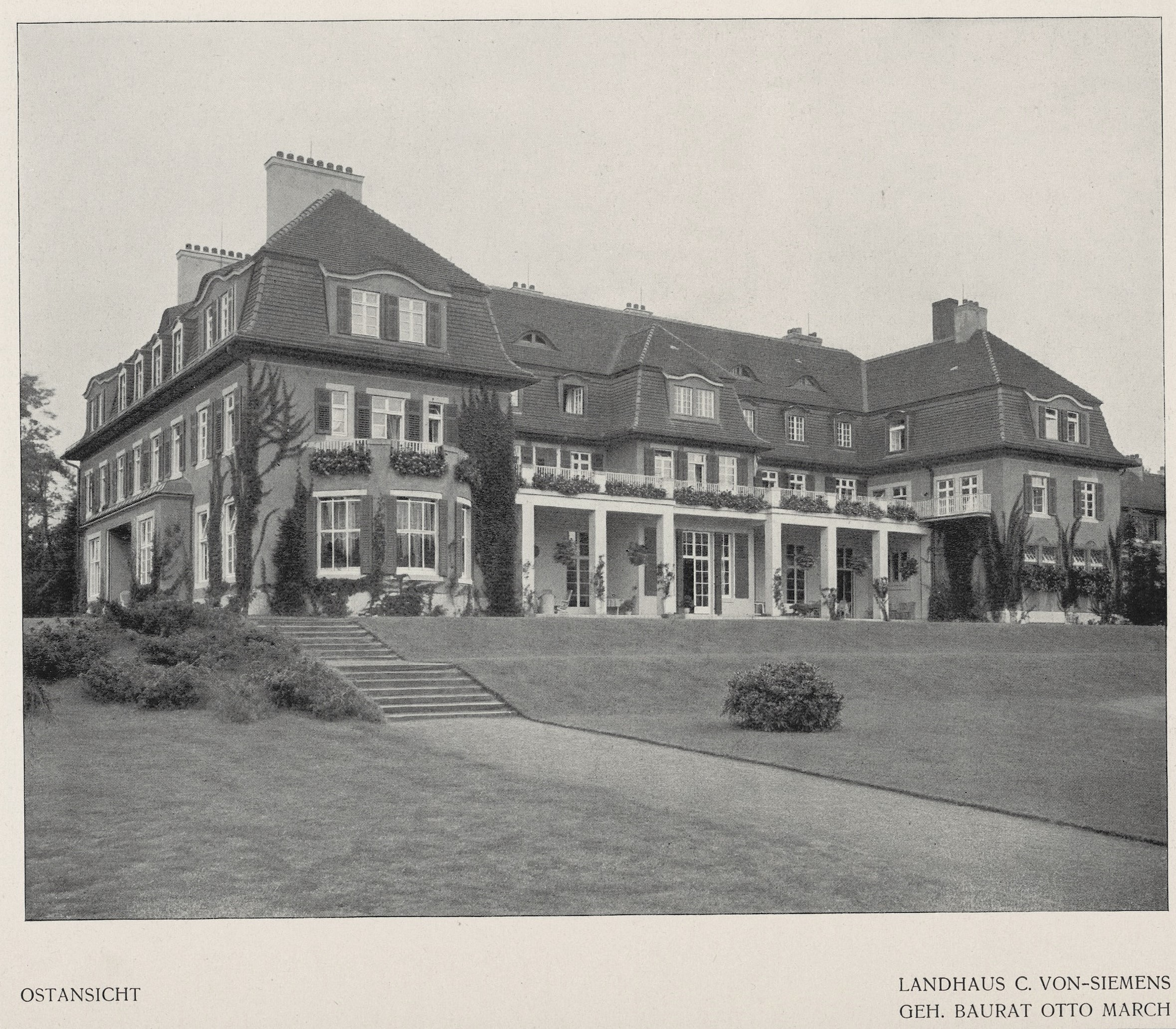
Ostansicht: Die Ostfassade der Villa.

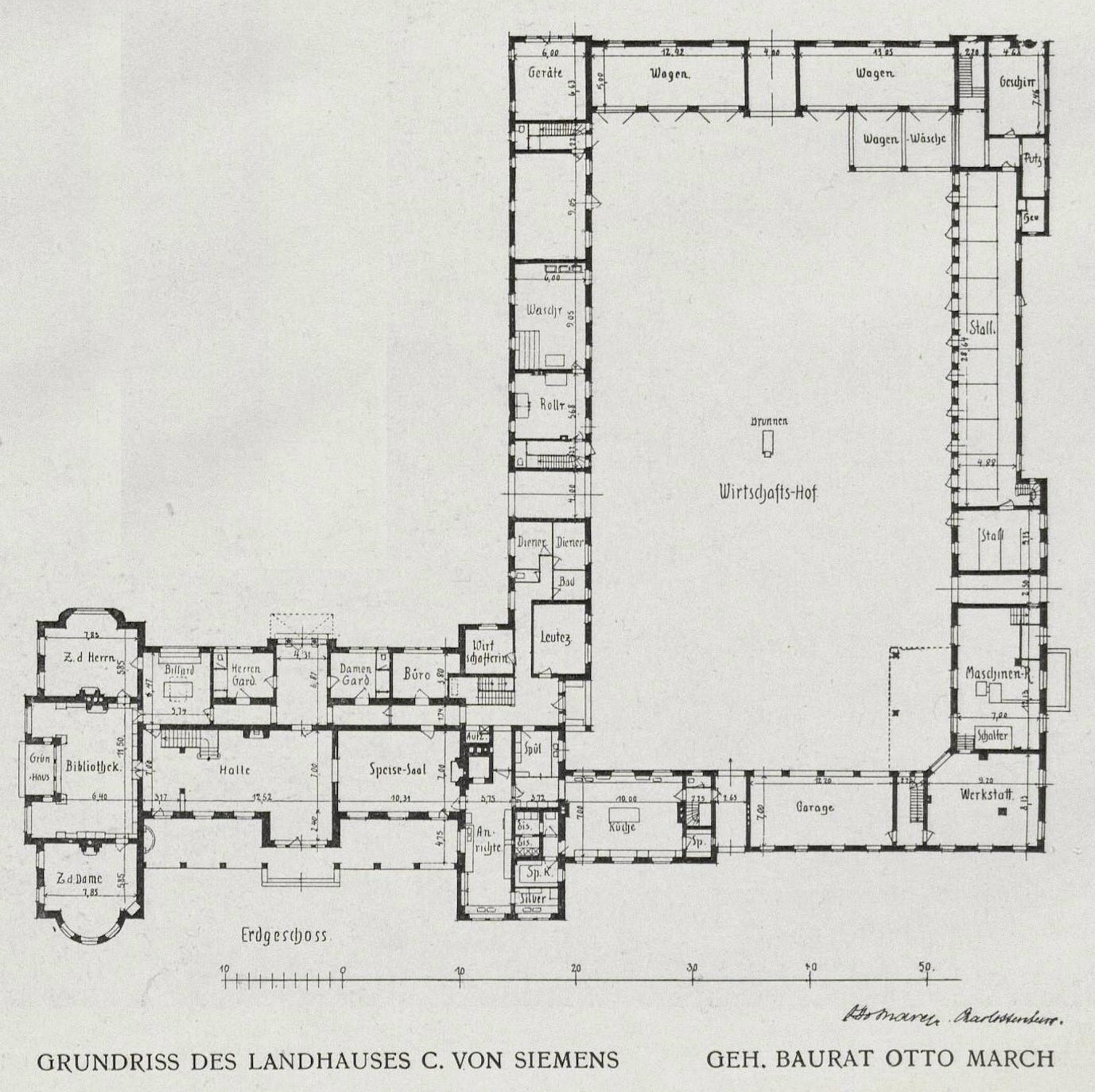
Grundriss: Architektonischer Plan des Anwesens, der die großzügige Raumaufteilung und die Verbindung zwischen den Wohnbereichen verdeutlicht.

Die Villa Heinenhof ist ein Baudenkmal in Potsdam.

## Geschichte
Die Villa Heinenhof – auch Villa Siemens – wurde zwischen 1909 und 1910 nach Plänen des Architekten Otto March für Carl Friedrich von Siemens in Neu Fahrland bei Potsdam errichtet. Die Villa diente dem jüngsten Sohn des Firmengründers Werner von Siemens als Wohn- und Repräsentationshaus. Das Anwesen liegt, erhöht auf dem Stinthorn, auf einer Landzunge am Lehnitzsee und umfasst einen weitläufigen Park mit Sportanlagen, einen Bootshafen sowie mehrere landwirtschaftlich genutzte Nebengebäude.
Nach dem Tod von Carl Friedrich von Siemens 1941 wurde die Villa an die Siemens & Halske AG verkauft und als Forschungs- und Entwicklungszentrum für Radartechnik genutzt. Im Zweiten Weltkrieg besetzte die Rote Armee das Anwesen und richtete ein Lazarett ein. 1952 wurde es als Heinrich-Heine-Sanatorium in eine Lungenheilanstalt umgewandelt.
Nach der Wiedervereinigung wurde die Liegenschaft an die Familie Siemens 1991 rückübertragen. Ein Teil des Geländes wurde später als Klinik und als Standort der Internationalen Schule Berlin-Potsdam genutzt. Im Jahr 2000 verkaufte Siemens die Villa an den Immobilienunternehmer Anno August Jagdfeld, der die Nutzung als privates Wohnhaus plante, das Grundstück jedoch lange Zeit ungenutzt ließ.

## Architektur

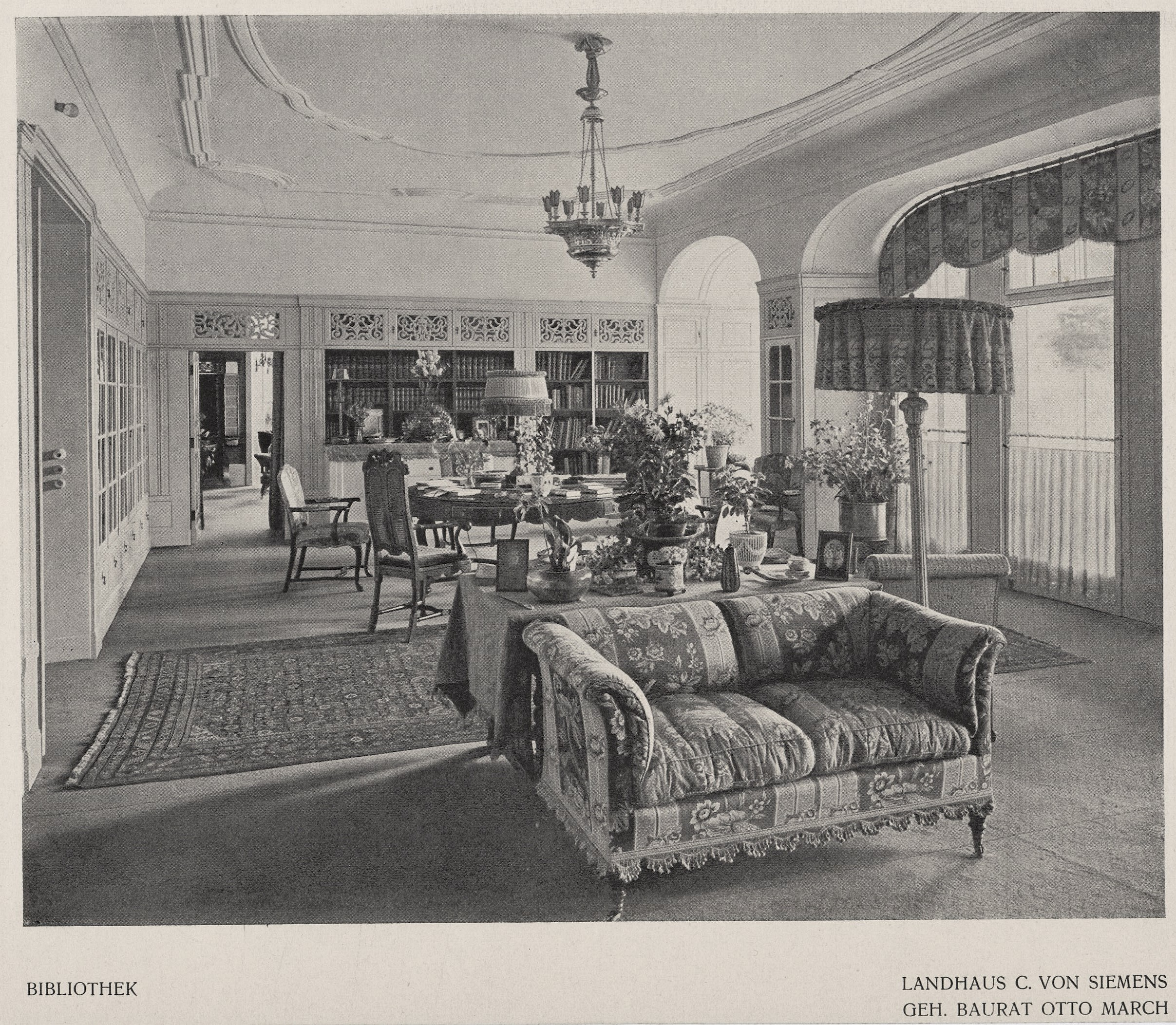
Bibliothek: Ein Blick in die Bibliothek mit Bücherregalen und kunstvollen Holzvertäfelungen.

Die von Otto March entworfene Anlage im englischen Landhausstil besteht aus einem H-förmigen Hauptgebäude und einem angrenzenden Wirtschaftshof. Zur Ausstattung gehörten für die damalige Zeit moderne Einrichtungen wie eine zentrale Staubsaugeranlage, eine eigene Licht- und Kraftzentrale, eine Fernsprechanlage und ein Personenaufzug. Der umliegende Park wurde mit Spazierwegen, einem Bootshaus und Tennisplätzen ausgestattet.

## Aktuelle Entwicklung
Nach jahrzehntelangem Leerstand wurde die Villa Heinenhof 2020 erneut verkauft. Der neue Eigentümer ist nicht offiziell bekannt, jedoch wurde die Sanierung des Anwesens an das Architekturbüro Haas, SohoArchitekten und die Neue Design GmbH von Gerda Caner, der Ehefrau des Unternehmers Cevdet Caner, vergeben. 2025 war das Grundstück zur Zwangsversteigerung ausgeschrieben.